# 归田赋
归田赋是一首赋，由中国汉朝（公元前202年—公元220年）官员、发明家、数学家、天文学家张衡（78年－139年）所作。张衡的《归田赋》是田园诗的开创之作，有助于激发人们对各种形式的以自然为主题而不聚焦于人类和人类思想的诗歌的热情，有些类似山水诗；但田园诗中，自然聚焦于家庭表现，致敬于园林中的自然表象如在后花园所找到的和在乡村种植的那样。《归田赋》也引发了中国古典诗歌包括自然对抗社会的传统主题。

## 背景
《归田赋》作于东汉顺帝永和三年（公元138年），张衡愉快地从京城洛阳腐败的官场政治退休后去河北河间国任国相期间。他的诗反映了他希望在退休期间所过的日子，尽管他受到的是儒家教育，却在诗中显著强调道教思想。柳无忌写道，通过组合道、儒两家思想，张衡的诗“引领了后面数百年的玄学派诗歌和自然诗。”在该赋中，张衡也明确提到了道教圣人老子（约公元前6世纪在世）及孔子（公元前6世纪）、周公 （约公元前11世纪在世）和三皇。

## 节选
柳无忌的《中国文学概论》（1990年）节选了张衡关于春天的一段：
|      | 于是仲春令月，时和气清；原隰郁茂，百草滋荣。王雎鼓翼，仓庚哀鸣；交颈颉颃，关关嘤嘤。于焉逍遥，聊以娱情。 尔乃龙吟方泽，虎啸山丘。仰飞纤缴，俯钓长流。触矢而毙，贪饵吞钩。落云间之逸禽，悬渊沉之鲨鰡。 于时曜灵俄景，继以望舒。极般游之至乐，虽日夕而忘劬。感老氏之遗诫，将回驾乎蓬庐。弹五弦之妙指，咏周、孔之图书。挥翰墨以奋藻，陈三皇之轨模。苟纵心于物外，安知荣辱之所如。 |
| 张衡 | |